# Ністру (Чобурчі)
«Ністру» (рум. Fotbal Club Nistru Cioburciu) — професіональний молдовський футбольний клуб з села Чобурчі.

## Хронологія назв
- 19??: Колгосп ім. Леніна (Чобурчі)
- 1977: «Ністру» (Чобручі)
- 1996: клуб розформовано

## Історія
Футбольний клуб «Ністру» заснований у селі Чобурчі 1977 року. Раніше село представляла команда колгосп імені Леніна. У 1977 році команда брала участь у чемпіонаті Молдавської РСР, де посіла друге місце. У 1979 році клуб виграв свій перший чемпіонський титул.
Після того, як Молдова здобула незалежність й організувала свій власний чемпіонат, у 1992 році брав участь у Дивізіоні А та здобув вихід до Національного дивізіону. У сезонах 1992/93 і 1993/94 роках команда посідала 12 місце. Після закінчення сезону 1995/96 року, в якому вони посіли 14 місце, клуб було розпущено.

## Досягнення
- Чемпіонат Молдавської РСР
  -  Чемпіон (2): 1979, 1980
  -  Срібний призер (1): 1977
  -  Бронзовий призер (1): 1981

- Національна ліга Молдови
  - 12-те місце (2): 1992/93, 1993/94

- Кубок Молдови
  - 1/4 фіналу (1): 1993/94

## Стадіон
Домашні матчі клуб проводив на стадіоні в Чобурчі, який вміщує 1000 глядачів.

## Відомі гравці
- Євген Хмарук
- Олександр Верьовкін
- Михайло Павлов
- Ігор Стахов
- Михайло Ткачук
- Віктор Баришев